# Inte ikväll, min vän!
Inte ikväll, min vän! är en amerikansk film från 1941 i regi av Clarence Brown.

## Handling
Den österrikiska showflickan Johnny Jones vistas illegalt i USA och riskerar att utvisas. Hennes enda chans att få stanna är att hitta en man som vill gifta sig med henne. Hon hittar en räddare i den fattige författaren Bill Smith som hon erbjuder betalning mot giftermål. Bill bestämmer sig för att skriva en bok om händelsen.

## Rollista
- James Stewart - Bill Smith
- Hedy Lamarr - Johnny Jones
- Ian Hunter - Barton Kendrick
- Verree Teasdale - Diana Kendrick
- Donald Meek - Joe Darsie
- Barton MacLane - Barney Grogan
- Edward Ashley - Arnold Stafford
- Ann Codee - Yvonne
- Adeline de Walt Reynolds - Grandma
- Frank Orth - Jerry
- King Baggott - dörrvakt
- Frank Faylen - kypare
- Horace McMahon - taxichaufför
- Greta Meyer - Frieda